# Felipe Carrillo Puerto (municipalité)
Pour les articles homonymes, voir Felipe Carrillo Puerto (homonymie).
Felipe Carrillo Puerto est une municipalité de l'État de Quintana Roo, au Mexique. Elle a pour capitale municipale la ville du même nom. Toutes deux ont été nommées en hommage à l'homme politique mexicain Felipe Carrillo Puerto.